# Џинови и главоње
Џинови и главоње (кат. Gegants y capgrossos) су фигуре обично направљене од дрвета и картона, и саставни су део прослава дана села, градова или градских четврти у Каталонији и Валенсији, познатих под именом феста мајор (кат. Festa major). Обично су обучени у традиционалне ношње и представљају добротворе тих села, градова или градских четврти. Овај обичај је међутим, присутан не само у Каталонији и Валенсији, него и у многим западноевропским и латиноамеричким земљама.

## Порекло
У позном средњем веку, на дворским прославама широм западне Европе почео је да се практикује обичај прављења великих лутака од дрвета у чију унутрашњост би се увлачио човек, који би је онда уз помоћ система каишева, носио по улици и играо уз музику која се свирала на тим прославама. У 14. веку, ове лутке су биле укључене и у религиозне процесије.
У Каталонији и Валенсији овај обичај је први пут документован 1424. у Барселони, када су се употребиле џиновске фигуре Давида, Голијата и Светог Христифора на једној католичкој процесији. Прва женска фигура појављује се у 15. веку. У Валенсији, од 17. века, и у Каталонији почев од 19. века, џиновима се прикључују и главоње, људи који носе огромне главе направљене од дрвета и картона. У 19. веку, ова традиција се примењује не само на религиозне прославе, него и на народне прославе и карневале.
Након доласка Франка на власт у Шпанију, ова традиција је била потиснута, да би се након завршетка етапе франкизма обновила и почев од 1980. године, рестаурирају се стари џинови и праве се нови по угледу на старе, стварају се удружења која се баве њиховом израдом и која их носе на прославама. Модерни џинови и главоње праве се од лакших материјала као што су картон и стаклена фибра.
На овим народним слављима, такође су присутни и тзв. трабукеироси (кат. Trabucaire), тј. особе обучене у традиционалну каталонску одећу које рано ујутру буде људе пуцањем из старинских пушака на барут и тако започињу фешту. Традиција трабукеироса води порекло од каталонских разбојника из 16. века. Поред трабукеироса, џинова и главоња, саставни део народних прослава данас су такође и групе перкусиониста које учествују у поворци, као и уметника на штулама.

## Галерија слика
- Главоња
- Џинови
- Џинови
- Џинови
- Џинови
- Џинови
- Главоња
- Џинови
- Џинови
- Џинови
- Џинови
- Трабукеироси
- Трабукеироси

## Видео
- Јутјуб:Група перкусиониста свира на улици
- Јутјуб:Група перкусиониста свира на улици